# Balestra (araldica)
In araldica la balestra ha la stessa simbologia dell'arco. Rappresenta l'idea di guerriero coraggioso e risoluto.

D'azzurro, alla barca all'antica d'argento, navigante su un fiume dello stesso movente dalla punta; al capo di rosso, caricato di una balestra in palo, accostata da due delfini, quello a destra rivoltato, il tutto d'argento (Villeneuve-la-Garenne, Francia)
Tre balestre d'azzurro (Emmaboda, Svezia)
Due balestre tese di nero, armate di rosso (Nybro, Svezia)
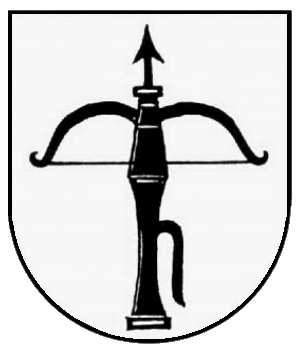
D'argento, alla balestra armata di nero (Eibensbach, Germania)
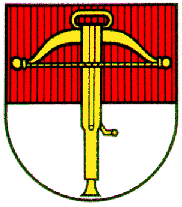
Troncato di rosso e d'argento, alla balestra d'oro attraversante (Hildisrieden, Svizzera)
Stemma dello Småland, Svezia

## Posizione araldica ordinaria
La balestra si rappresenta, di norma, posta in palo. Se è tesa va blasonato. 

## Attributi araldici
- All'ingiù se la freccia è rivolta in basso
- Armata è la balestra munita di freccia
- Cordata quando ha la corda di smalto diverso
- Incoccata quando ha il dardo nella cocca